# Syzygium francisii
Syzygium francisii,  es una especie de árbol perteneciente a la familia de las mirtáceas. 

## Distribución y hábitat
Es un árbol de Australia, que crece desde las cercanías de Morisset, Nueva Gales del Sur (33° S) hasta Gladstone, Queensland (23° S). Nombres comunes incluyen gomero gigante de agua ("giant water gum"), satinash rosa ("rose satinash"), y gomero Francis de agua ("Francis water gum"). El hábitat de Syzygium francisii es el bosque templado húmedo en suelos basálticos o los fértiles aluviales 
Algunos ejemplares excelentes pueden ser vistos en los Royal Botanic Gardens, Sydney. Uno frecuentemente visto Syzygium francisii se encuentra en el inicio del sendero a pie del Monte Warning en el extremo noreste de Nueva Gales del Sur.

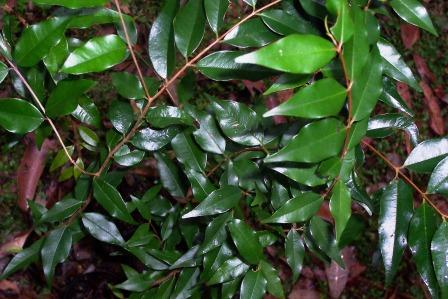
Hojas de Syzygium francisii

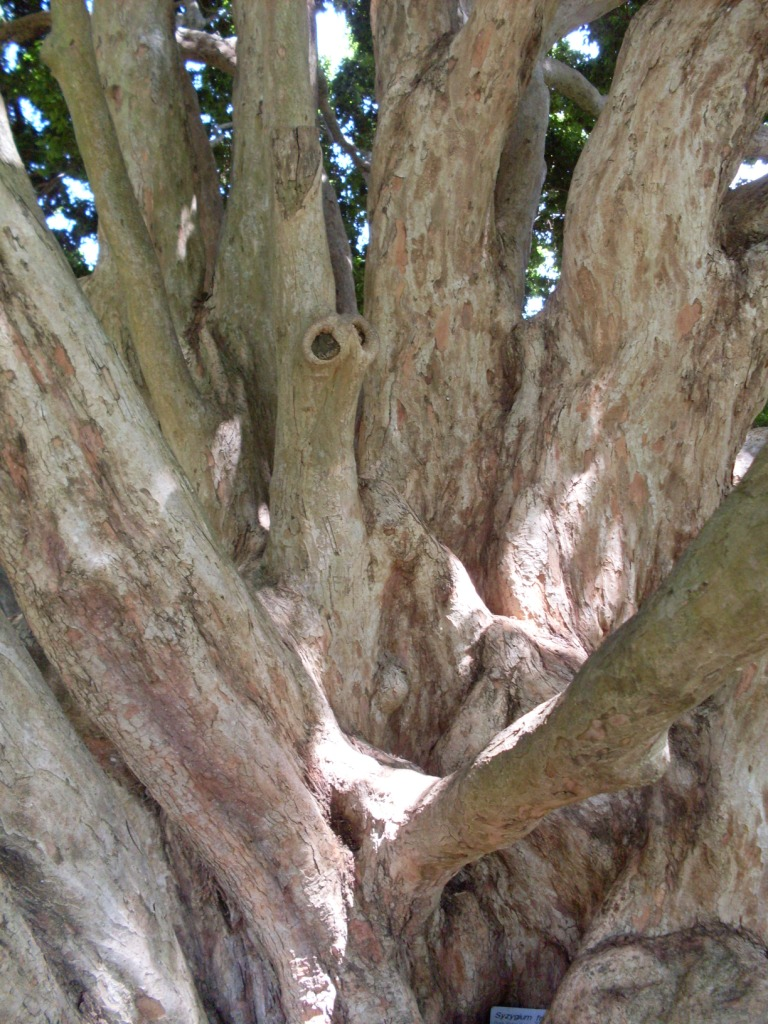
Corteza de Syzygium francisii, Royal Botanic Gardens, Sydney

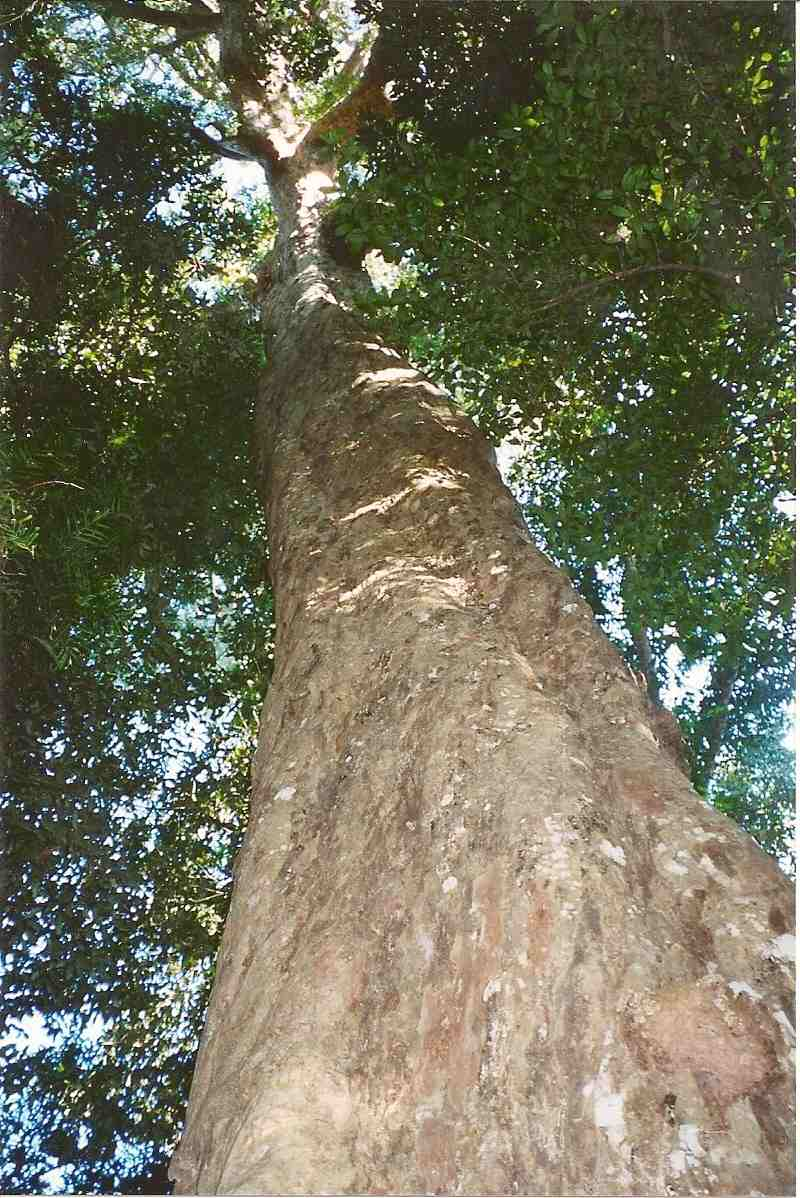
Syzygium francisii – Reserva Booyong, cerca de Lismore, Nueva Gales del Sur

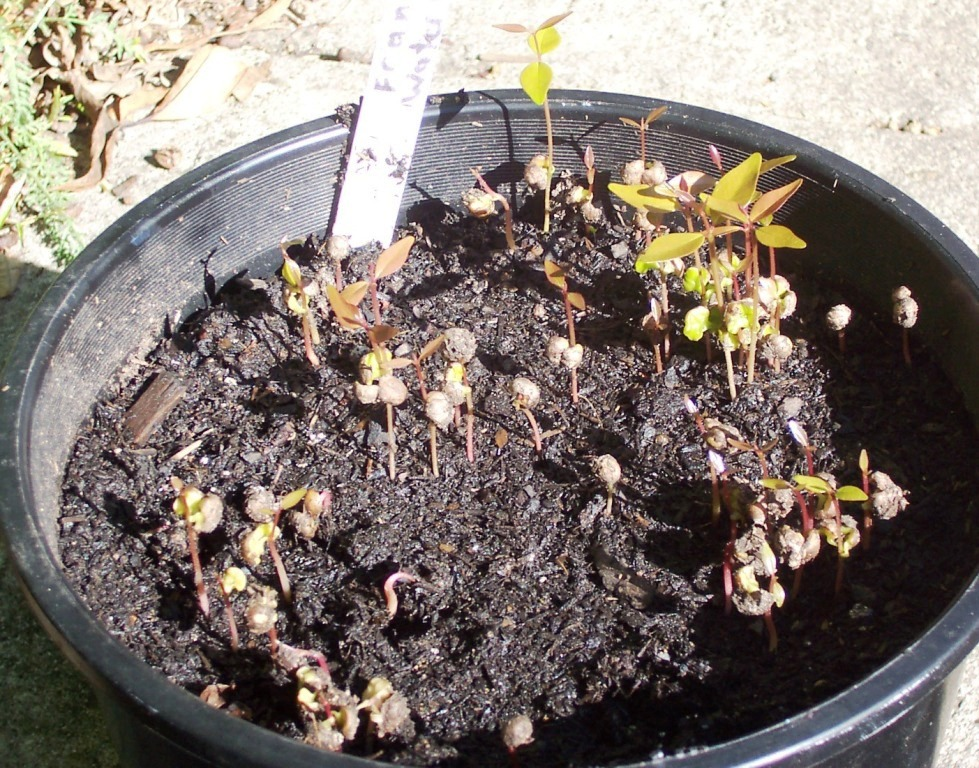
Syzygium francisii – Semillas germinando

## Descripción
Syzygium francisii es un árbol de talla mediana grande, ocasionalmente alcanza 45 metros de altura y unos 150 cm de diámetro. La corona del árbol tiene una apariencia oscura y densa. La corteza es escamosa de color café claro rojizo, con depresiones causadas por la muda de las escamas de la corteza. Prominentes contrafuertes se forman en la base. Las hojas son opuestas, simples, enteras, ovadas a lanceoladas elípticas, de 4 de 8 cm de largo desenfundadas en una larga punta redondeada en el extremo, abruptamente estrechadas hacia la base. El margen de la hoja es con frecuencia ondulada, el nuevo crecimiento es rojo rosáceo. Los tallos de las hojas miden 6 mm de largo.
Las flores, son blancas en panículas en los extremos de los ramilletes y en las horquillas de las hojas. El tallo y las ramas de las panículas son delgadas y con frecuencia tienen cuatro ángulos. Las flores son muy pequeñas, menos de 6 mm de largo, salen en los extremos de las ramas de las panículas en pequeños racimos de tres a seis en un tallo delgado corto. El cáliz es un tubo acampanado, con cuatro dientes anchos en el borde. Los pétalos son cuatro, blancos, redondos, de 2 a 3 mm de diámetro, se adhieren como una tapa. Los estambres miden de 3 a 6 mm de largo. El período de floración se de septiembre a diciembre. El fruto madura de enero a abril, siendo una baya aplanada, una forma común en muchos  Syzygium, el color es azul pálido, lila o púrpura. La carne es seca y su sabor no es palatable.

## Cultivo
La germinación de la semilla es relativamente fácil y rápida, comenzando a los 20 días. Se recomienda sumergir las semillas en agua para ahogar las larvas de los insectos. Los frutos son comidos por las aves del bosque lluvioso.

## Taxonomía
Syzygium francisii fue descrita por  (F.M.Bailey) L.A.S.Johnson y publicado en Contributions from the New South Wales National Herbarium 3: 99. 1962.
Etimología
Syzygium: nombre genérico que deriva del griego: syzygos y significa "unido, reunido"
Sinonimia
- Eugenia francisii F.M.Bailey basónimo
- Eugenia tomlinsonii Maiden & Betche	[3]